# تكموت (بني عياط)
تكموت هي إحدى مشيخات المملكة المغربية، تتبع جغرافيا لإقليم أزيلال وإداريًا لبني عياط. يقدر عدد سكانها بـ 697 نسمة حسب الإحصاء الرسمي للسكان والسكنى لسنة 2004.